# 빵과 소금

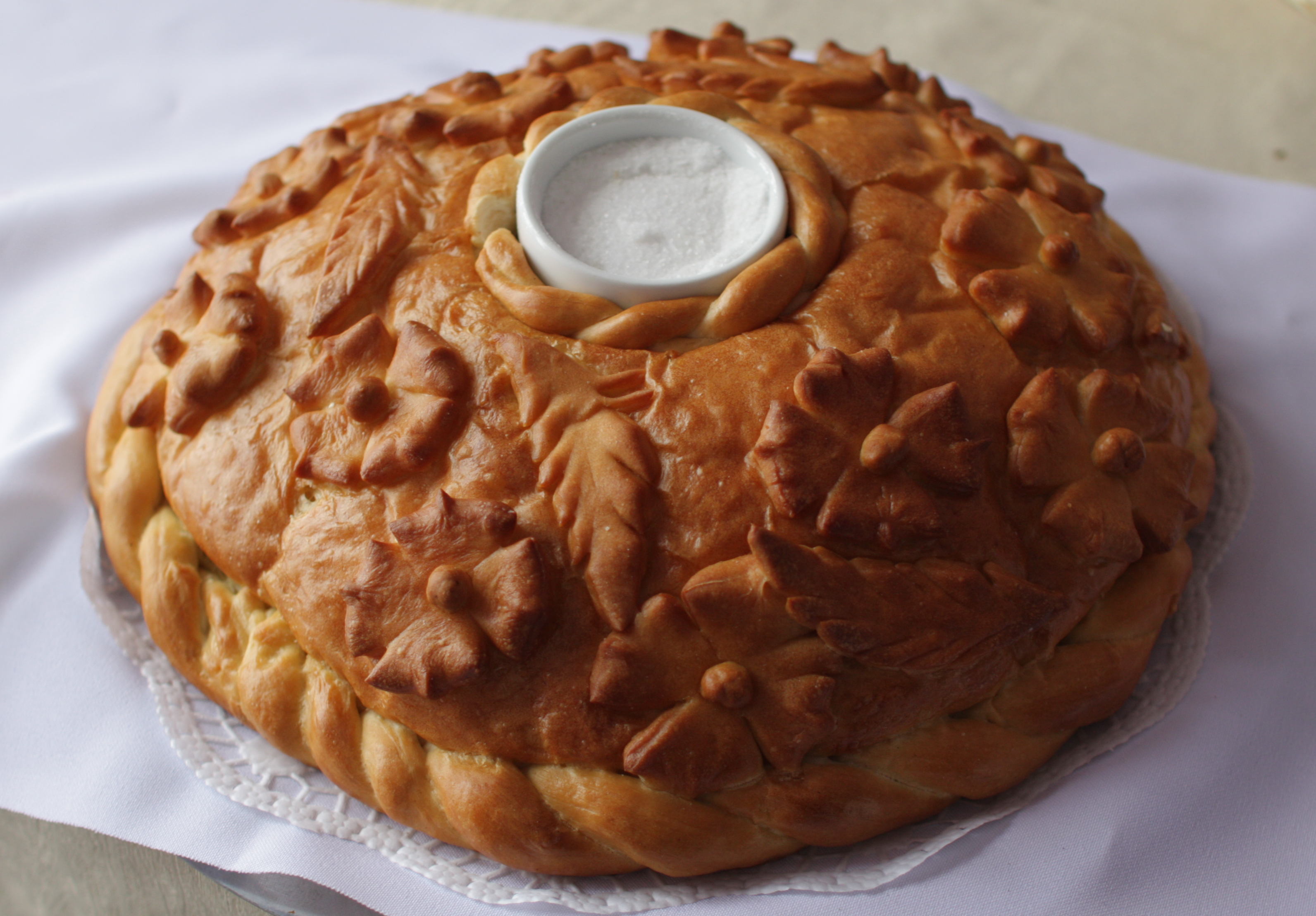

전 세계 문화권의 환영 의식에서 빵과 소금이 손님에게 제공된다. 이 한 쌍의 음식은 슬라브족 국가에서 특히 중요하지만 북유럽, 발트해, 발칸 및 기타 유럽 문화와 중동 문화에서도 주목할 만하다. 전통적인 인사의 하나로서 "빵과 소금"은 알바니아, 아르메니아, 그리고 유대인 디아스포라들 사이에서 여전히 흔하게 사용된다. 이 전통은 우주 비행에까지 확장되었다.

## 배경
소금은 필수 영양소이며 오랫동안 종교와 문화에서 중요한 위치를 차지해 왔다. 예를 들어, 성경에는 소금 언약을 포함하여 수십 번 언급된다. 빵은 누룩을 넣거나 넣지 않은 주식이다. 일반적으로 밀로 만들어지지만 다른 곡물도 사용할 수 있다. 많은 문화권에서 빵은 기본적인 필수품과 일반적인 생활 조건을 나타내는 은유이다.